# Bilal Bosnić
Bilal Husein Bosnić (Bužim, 1972), salafijski muslimanski vođa i propovjednik iz Bosne i Hercegovine. Bosnić je pripadnik Islamske Države te je novačio ljude po Evropi, prvenstveno u BiH, za ovu terorističku organizaciju. Zbog toga, ali i zbog propagiranja terorizma, osuđen je na 7 godina zatvora 2015.

## Mladost
Husein Bosnić rođen je u Bužimu u sjeverozapadnoj Bosni. Ime Bilal uzeo je kao nadimak. Kao mladić, preselio se s roditeljima u Njemačku, gdje se susreo sa salafizmom i prihvatio ga. U BiH se vratio tokom rata 1992. Tu se pridružio odredu El Mudžahid Armije RBiH. Bio je pripadnik Aktivne islamske omladine.

## Imam
Nakon rata, Bosnić je postao istaknuti član salafijske zajednice u BiH, zajedno sa Jusufom Barčićem, koji je poginuo u automobilskoj nesreći 2007. Nakon Barčićeve smrti, postao je faktični lider bosanskohercegovačke salafijske zajednice.
Počeo je da privlači pažnju medija izjavama na javnim nastupima. U jednoj od njegovih pjesama iz jula 2011, napisao je „otvoriti [ćemo] vrata džihada”, „džihad lijepi osvanuo, nad Bosnom se nadvio” te " „dabogda se Amerika do temelja raspala”. Takođe, jedna od pjesama sadrži stih „samo još jednom, kafire (nevjerniče), probaj dirnuti mudžahide, eto odmah sa svih strana, naše braće talibana, da ratom presude”.
Medijima je bio poznat i po kontroverznim izjavama na njegovim hutbama, molitvama petkom. U jednoj od njih, od maja 2011, podržao je Osamu bin Ladena, nazivajući ga šehidom te je naveo „da će on zauvijek ostati živ jer je poginuo na Alahovom putu”. U istoj hutbi rekao je da su gotovo svi ljudi mušrici (nevjernici), a da je „sva Evropa mušrička”.
U drugoj hutbi iz februara 2013, pozvao je Srbe i Hrvate da plaćaju vjerski porez. U drugim raznim hutbama, pozivao je na „pobjedu islama”. Štaviše, 2012. pozvao je muslimane da se pridruže džihadu i brane islam, zbog čega je bio uhapšen, ali ubrzo pušten. U propovijedi iz septembra 2013, Bosnić je izjavio da je „muslimansko sve od Prijedora do Sandžaka, a krvarit će se dok ne dođe pobjeda islama”.
U aprilu 2013. našao se pod istragom zbog poligamije. Bosnić je godinama živio sa svoje četiri žene u jednoj kući. Našao se pod kritikama nevladinih organizacija specijalizovanih za zaštitu prava žena. Međutim, nije bio procesuiran jer je u braku sa samo jednom od njih.
Bosnić je poznat po novačenju evropskih muslimana za Islamsku Državu (ISIL). U hutbi iz avgusta 2014, pozvao je mladiće da se pridruže džihadu i brane ISIL. Iako je ta hutba bila snimljena i postavljena na Jutjub, Bosnić je porekao da je to ikada napravio.
Bosnić je za italijanski list La Republiku, rekao je da je američki novinar Džejms Foli, kojeg su obezglavili pripadnici ISIL-a u avgustu 2014, „bio špijun”, a njegovo ubojstvo okarakterisao je „opravdanim”. Dodao je da „[mi] muslimani vjerujemo da će jednog dana cijeli svijet biti islamska država. Naš cilj je pobrinuti se da čak i Vatikan bude muslimanski. Možda ja to neću moći vidjeti, no taj dan će doć”. Italijanska policija provela je istragu nad njim zbog upletenosti u ta novačenja. ISIl-ov zvanični časopis Dabik citirao je ovu Bosnićevu izjavu.

## Hapšenje i suđenje
Zbog pozivanja ljudi na džihad i promovisanja terorizma, Bosnića je uhapsila bosanskohercegovačka Državna agencija za istrage i zaštitu (SIPA) 3. septembra 2014, zajedno s njegovih 15 saradnika u akciji pod nazivom Damask. Prije hapšenja, Bosnić je bio na turneji širom Skandinavije, a primio je i više od 100.000 BAM od izvjesnog Kuvajćanina.
Bosniću je određen jednomjesečni pritvor, koji je 3. oktobra produljen za dodatna dva mjeseca. Pritvor je ponovno produljen 30. decembra na dvije godine zbog mogućnosti uticanja na svjedoke. Dan prije toga, Sud Bosne i Hercegovine potvrdio je optužnicu koja je navodila da je tokom 2013. i 2014, u brojnim gradovima kao pripadnik salafijske zajednice, javno podstrekivao druge ljude da se pridruže terorističkoj organizaciji. Optužnica također navodi da je zbog njegovog podstreka, veliki broj bosanskohercegovačkih državljana, koji su članovi salafijske zajednice, napustio državu i pridružio se Islamskoj Državi.
Bosnić je osuđen 5. novembra 2015. na sedam godina zatvora zbog javnog podstrekivanja na terorističke aktivnosti, novačenje terorista i organizovanje terorističke grupe. Apelaciono vijeće Suda BiH 8. juna 2016. odbacilo je žalbe Tužilaštva i odbrane, te potvrdilo raniju presudu.